# Flavius Hannibalianus
Flavius Hannibalianus (* nach 289; † vor 337) war ein Sohn des römischen Kaisers Constantius Chlorus und seiner zweiten Frau Theodora und damit ein Halbbruder Konstantins des Großen.
Über Hannibalianus ist fast nichts bekannt. Er starb wohl einige Jahre vor der nach Konstantins Tod stattfindenden Säuberungsaktion, der seine Brüder Flavius Dalmatius und Julius Constantius zum Opfer fielen. Da für Hannibalianus im Gegensatz zu seinen Brüdern auch keine politischen Ämter bezeugt sind, liegt die Vermutung nahe, dass er schon früh gestorben ist. Nach Flavius Hannibalianus benannt ist sein Neffe Hannibalianus, der von Konstantin den Titel eines Königs der Könige verliehen bekam.